# Cretanaspis lushangfenensis
Cretanaspis lushangfenensis là một loài bọ cánh cứng trong họ Mordellidae. Loài này được Huang & Yang miêu tả khoa học năm 1999.